# Ghost Shark 2: Urban Jaws
Pour plus de détails, voir Fiche technique et Distribution.
Ghost Shark 2: Urban Jaws est un film d'horreur néo-zélandais réalisé par Andrew Todd et Johnny Hall, sorti en 2015. Il a été tourné sur un Canon 550D à Auckland, en Nouvelle-Zélande, avec des tournages supplémentaires à Christchurch et Los Angeles.

## Synopsis
L’intrigue concerne le maire d’Auckland et un « expert chasseur de requins fantômes » alors qu’ils se battent pour sauver la ville d’une bête surnaturelle connue sous le nom de Ghost Shark. Bien qu’il soit nommé Ghost Shark 2, le film n’est pas lié à Ghost Shark de Syfy, et la décision d’en faire une suite a été prise pour des raisons narratives. Le ton du film est celui d’un drame sérieux, malgré le sujet apparemment parodique.

## Distribution
- Campbell Cooley : le maire Jack Broody
- Johnny Hall : Tom Logan
- Steve Austin : Tony Palantine
- Kathleen Burns : Emily Morgan
- Roberto Nascimento : Marco Guerra
- Isabella Burt : Martina Guerra
- Stig Eldred : Sean Logan
- Juliette Danielle : Elsie Grey
- David Farrier : lui-même

## Production
Ghost Shark 2 est à l’origine une fausse bande-annonce dans la veine de Hobo with a Shotgun, sortie sur YouTube le 14 août 2010. Plusieurs sites web et blogs l’ont remarquée, et la bande-annonce a été publiée sur de nombreux sites web comme Cinefantastique, SlashFilm, Premiere.fr et CBSSports.com L’attention en ligne a incité les réalisateurs à transformer la fausse bande-annonce en long métrage, et la production de cette version a commencé à Auckland en octobre 2010, avec le reste du tournage ayant lieu à Christchurch. Un deuxième teaser a été publié le jour de Noël 2010 avec des photos des coulisses et des informations sur le site officiel. Une troisième bande-annonce est sortie le 14 août 2013. Une scène du film met en vedette les acteurs George Hardy (Troll 2), Juliette Danielle (The Room) et Alan Bagh (Birdemic: Shock and Terror) dans de petits rôles. C’est la première fois que des acteurs de ces trois films dits « Best Worst » se produisent ensemble. La scène a été filmée à Los Angeles par le réalisateur de la deuxième unité Doug Dillaman. Cependant, la scène a finalement été supprimée, avec seulement une scène de caméo séparée avec Danielle laissée dans le film.